# Heteronebo barahonae
Espèce
Heteronebo barahonae est une espèce de scorpions de la famille des Diplocentridae.

## Distribution
Cette espèce est endémique de la province de Barahona en République dominicaine. Elle se rencontre vers Cabral.

## Description
Le mâle holotype mesure 20,76 mm et les femelles de 21,23 à 24,64 mm.

## Étymologie
Son nom d'espèce lui a été donné en référence au lieu de sa découverte, la province de Barahona.

## Publication originale
- Teruel, Armas & Kovařík, 2015 : Two new species of scorpions (Scorpiones: Buthidae, Scorpionidae) from Dominican Republic, Greater Antilles. Revista Iberica de Aracnologia, no 27, p. 13-33 (texte intégral).